# R. Kelly (musikalbum)
R. Kelly är ett musikalbum av R. Kelly. Det innehåller bland annat hit-låtarna You Remind Me of Something, Down Low (Nobody Has To Know), I Can't Sleep Baby(If I) och Thank God it's Friday.

## Låtlista
Alla låtar är skrivna och komponerade av R. Kelly, förutom "(You To Be) Be Happy" skriven med C. Wallace. 
| Nr  | Titel                                                        | Längd |
| --- | ------------------------------------------------------------ | ----- |
| 1.  | The Sermon                                                   | 3:23  |
| 2.  | Hump Bounce                                                  | 4:06  |
| 3.  | Not Gonna Hold On                                            | 4:04  |
| 4.  | You Remind Me of Something                                   | 4:09  |
| 5.  | Step In My Room                                              | 3:48  |
| 6.  | Baby, Baby, Baby, Baby, Baby...                              | 4:19  |
| 7.  | (You To Be) Be Happy (featuring The Notorious B.I.G.)        | 4:36  |
| 8.  | Down Low (Nobody Has to Know) (featuring The Isley Brothers) | 4:48  |
| 9.  | I Can't Sleep Baby (If I)                                    | 5:31  |
| 10. | Thank God It's Friday                                        | 3:53  |
| 11. | Love Is On The Way                                           | 3:01  |
| 12. | Heaven If You Hear Me                                        | 0:58  |
| 13. | Religious Love                                               | 4:11  |
| 14. | Tempo Slow                                                   | 4:10  |
| 15. | As I Look Into My Life                                       | 1:30  |
| 16. | Trade In My Life                                             | 6:20  |